# She's Gone (canción de Steelheart)
«She's Gone» es una power ballad interpretada por la banda de heavy metal/glam metal/thrash metal, estadounidense Steelheart, perteneciente al álbum debut homónimo de estudio Steelheart (1990) y compuesta por Michael Matijevic. En Indonesia, la canción fue muy popular en las estaciones de radio. En Camboya, el cantante Preap Sovath realizó un cover de la canción en lengua Jemer en julio de 2015. En noviembre de 2015, la canción se ubicó en el tope de la lista "Tracks by Steelheart" en la red social Last.fm con más de 40.000 oyentes.